# Victor Chou
Víctor Zi-hsuan Chou Hsieh (Madrid, 5 febbraio 1992) è un ex calciatore spagnolo naturalizzato taiwanese, di ruolo difensore.

## Carriera

### Nazionale
Tra il 2008 ed il 2015 ha giocato 8 partite con la nazionale taiwanese.